# Swansea and Mumbles Railway
De Swansea and Mumbles Railway, op het traject tussen Swansea en Mumbles in Wales, was de eerste openbare paardentram die voor betalende passagiers reed. De rails waren in eerste instantie van hout.

## Geschiedenis
De rails werden tussen 1804 en 1806 in eerste instantie aangelegd voor karretjes die bulkgoederen (zoals kolen) moesten vervoeren. Hierop gingen vanaf 25 maart 1807 ook trams met passagiers rijden. Vanaf 1877 gingen ook stoomtrams rijden en in 1928 werd de lijn geëlektrificeerd. Begin 1960 werd voor het laatst gereden en daarna werd de lijn vervangen door bussen.